# Muharrem Candaş
Muharrem Candaş (* 1921 in Smyrna, heute Izmir; † 19. Oktober 2009 ebenda) war ein türkischer Ringer.
Candaş wuchs in Smyrna/Izmir auf und begann dort als Jugendlicher mit dem Ringen. Schon zu Beginn der 1940er Jahre gehörte er zur türkischen Elite der Ringer. Er rang sowohl im freien Stil als auch im griechisch-römischen Stil. 1946 wurde er vom türkischen Ringerverband bei der ersten nach dem Zweiten Weltkrieg veranstalteten internationalen Meisterschaft, der Europameisterschaft in Stockholm, eingesetzt und gewann gleich eine Medaille. Bei einem Körpergewicht von knapp 90 kg rang er in der Regel im Halbschwergewicht, wurde aber, da diese Gewichtsklasse in der Türkei äußerst stark besetzt war, bei der Europameisterschaft 1949 im Schwergewicht eingesetzt und gewann die Silbermedaille. Sein größter Erfolg war der Gewinn des WM-Titels 1950 in Stockholm im Halbschwergewicht, griechisch-römischer Stil.
Nach diesem Sieg beendete Candaş seine internationale Ringerlaufbahn und lebte als Geschäftsmann in Izmir.

## Internationale Erfolge
(OS = Olympische Spiele, WM = Weltmeisterschaft, EM = Europameisterschaft, F = Freistil, GR = griech.-römischer Stil, Hs = Halbschwergewicht, S = Schwergewicht)
- 1946, 3. Platz, EM in Stockholm, F, Hs, mit Siegen über Gyula Bóbis, Ungarn und Paavo Sepponen, Finnland und Niederlagen gegen Fritz Stöckli, Schweiz und Bengt Fahlkvist, Schweden;

- 1947, 6. Platz, EM in Prag, GR, Hs, nach Niederlagen gegen Gyula Kovács, Ungarn und Kelpo Gröndahl, Finnland;

- 1948, 4. Platz, OS in London, F, Hs, mit Siegen über Pekka Mellavuo, Finnland und Charles Istaz, Belgien und Niederlagen gegen Fritz Stöckli und Henry Wittenberg, USA;

- 1949, 2. Platz, EM in Istanbul, F, S, mit Siegen über Natale Vecchi, Italien und Sayed Timuri, Iran und einer Niederlage gegen Bertil Antonsson, Schweden;

- 1950, 1. Platz, WM in Stockholm, GR, Hs, mit Siegen über Trygve Andersen, Norwegen, Gyula Kovács und Jovan Gomba, Jugoslawien und trotz einer Niederlage gegen Karl-Erik Nilsson, Schweden